# Scheiden-Segge
Die Scheiden-Segge (Carex vaginata) ist eine Pflanzenart aus der Gattung Seggen (Carex) innerhalb der Familie Sauergrasgewächse (Cyperaceae). Sie ist auf der Nordhalbkugel verbreitet.

## Beschreibung

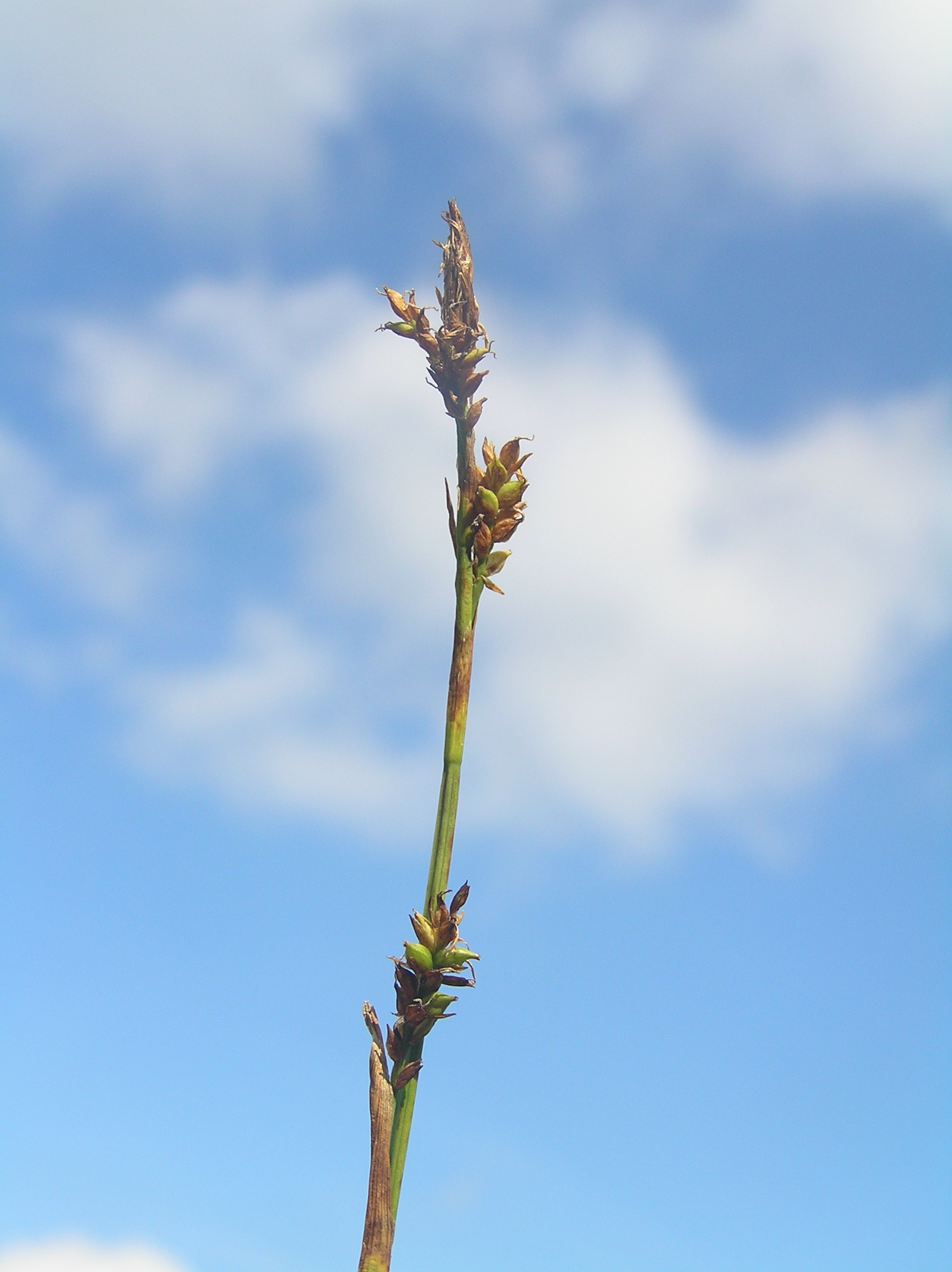
Blütenstand

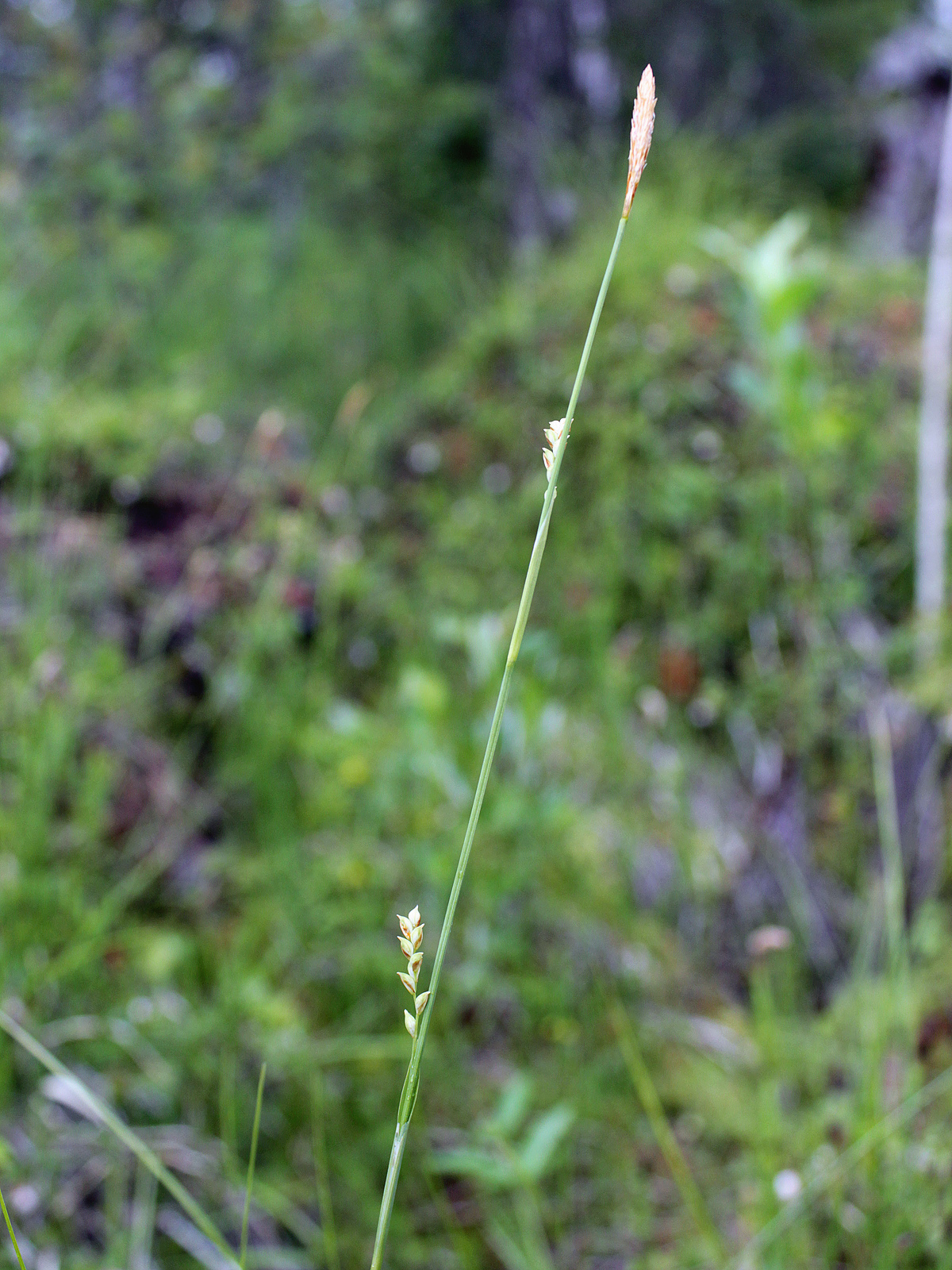
Blütenstand

### Vegetative Merkmale
Die Scheiden-Segge ist eine ausdauernde krautige Pflanze, die Wuchshöhen von 10 bis 30, zuweilen bis zu 60 Zentimetern erreicht. Sie bildet lange Ausläufer. Die aufrechten Stängel sind dreikantig und glatt. Die gras-grünen, kahlen, einfachen Laubblätter sind 2 bis 6 Millimeter breit, doppelt gefaltet, steif und wesentlich kürzer als der Blütenstand.

### Generative Merkmale
Die Blütezeit reicht von Juni bis August. Die Scheiden-Segge ist eine Verschiedenährige Segge. Die aufrechten, dem Stängel anliegenden Hüllblätter sind laubblattartig, kürzer als Blütenstand, das unterste mit einer 2 bis 3 Zentimeter langen, aufgeblasenen Scheide und 2 bis 2,5 Zentimeter langer Spreite. Die Blattscheiden der Tragblätter umfassen den Stängel nicht allzu eng und deren Oberblatt ist sehr kurz. Es gibt ein endständiges männliches Ährchen, das 1 bis 1,5 Zentimeter lang und meist sehr lang gestielt, zur Blütezeit oft fast rechtwinklig zurückgebogen und zur Fruchtreife nach unten gebogen ist. Die Spelzen der männlichen Blüten sind eiförmig mit spitzem oberen Ende und hell-braun. Es gibt zwei weibliche Ährchen, die 1 bis 2 Zentimeter lang und lockerblütig sind und zur Fruchtreife aufrecht bleiben. Alle Ährchen sind ziemlich weit voneinander entfernt. Die laubblattartigen Hüllblätter sind bis zu 2,5 Zentimeter lange, aufgeblasene sowie stängelumfassende Scheiden und überragen ihr Ährchen nicht. Die Spelzen der weiblichen Blüten sind breit-eiförmig, rost-braun mit grünem Mittelstreifen und weißhäutigen Rändern. Der Griffel endet in drei Narben.
Die während der Fruchtreife lange gras-grün bleibenden, später grünlich-gelben Fruchtschläuche sind bei einer Länge von 3,5 bis 4 Millimetern sowie einem Durchmesser von etwa 1,5 Millimetern eiförmig, aufgeblasen-dreikantig, länger als die Spelzen, mit zwei oder drei auf den Kanten verlaufenden Längsnerven, aber sonst undeutlich bis deutlich längsnervig sowie völlig glatt; und nach oben in einen mäßig langen, gebogenen, zylindrischen, deutlich zweizähnigen Schnabel allmählich verschmälert. Die schwärzliche Frucht ist verkehrt-eiförmig, dreikantig und relativ klein.
Die Chromosomenzahl beträgt 2n = 32.

## Vorkommen
Die Scheiden-Segge ist ein temperat-montanes bis boreales, kontinentales Florenelement. Die Scheiden-Segge ist zirkumpolar verbreitet. Ihr Hauptverbreitungsgebiet liegt in Nordeuropa, in Nordamerika und in Sibirien. In Mitteleuropa gibt es Einzelstandorte am Brocken im Harz sowie nördlich von Rostock, in Tschechien und in der Slowakei, den Südalpen (Savoyen, Reschenpass), in Graubünden, im Engadin, im Berner Oberland (Faulhorn), im Kanton Luzern und Kanton Obwalden. Die Scheiden-Segge steigt in Mitteleuropa bis in Höhenlagen von 2000 Metern. Sie erreicht im Engadin eine Höhenlage von 2200 Meter und im Berner Oberland 2210 Meter. In Österreich kommt sie in Tirol sowie in der Steiermark in den Niederen Tauern vor und es gibt zwei Fundorte in Kärnten. Insgesamt ist sie in Mitteleuropa selten.
Die ökologischen Zeigerwerte nach Landolt et al. 2010 sind in der Schweiz: Feuchtezahl F = 4+fw+ (nass aber stark wechselnd, im Bereich von fließendem Bodenwasser), Lichtzahl L = 4 (hell), Reaktionszahl R = 2 (sauer), Temperaturzahl T = 2 (subalpin), Nährstoffzahl N = 2 (nährstoffarm), Kontinentalitätszahl K = 2 (subozeanisch).
Die Scheiden-Segge gedeiht am besten auf feuchten, gut durchsickerten und durchlüfteten Böden. Sie besiedelt in Mitteleuropa feinkiesigen, schlammdurchsetzten Untergrund im Bereich von Gletscherabflüssen ebenso wie lückige Matten und Wiesen auf lockerem Boden. Sie wächst in Deutschland auf feuchten, grasigen Abhängen, in Zwergstrauchheiden und Borstgrasrasen sowie in Kalk-Zwischenmooren der subalpinen bis alpinen Höhenstufe. Sie ist pflanzensoziologisch eine Charakterart der Ordnung Tofieldietalia, kommt auch im Caricetum maritimae des Verbands Caricion bicolori-atrofuscae vor.
Die Scheiden-Segge ist in Deutschland extrem selten und kommt hier nur in Sachsen-Anhalt vor.

## Systematik
Die Erstbeschreibung von Carex vaginata erfolgte 1821 durch Ignaz Friedrich Tausch in Flora, oder (Allgemeine) Botanischer Zeitung. Regensberg, Jena, Band 4, Seite 557. Das Artepitheton vaginata bedeutet „Scheide“. Ein Synonym für Carex vaginata Tausch ist Carex sparsiflora (Wahlenb.) Steud.
Je nach Autor gibt es etwa zwei Varietäten:
- Carex vaginata var. petersii (C.A.Mey. ex F.Schmidt) Akiyama: Sie kommt von Sibirien bis ins nördliche sowie zentrale Japan vor.[9] Bei dieser Varietät sind die Schläuche länger geschnäbelt als bei Carex vaginata var. vaginata.[2]
- Carex vaginata Tausch var. vaginata: Sie kommt von Europa bis Sibirien, von Kanada bis in die nördlichen Vereinigten Staaten und in Grönland vor.[9]